# Черповодівська сільська рада
Черпово́дівська сільська́ ра́да — адміністративно-територіальна одиниця та орган місцевого самоврядування в Уманському районі Черкаської області. Адміністративний центр — село Черповоди.

## Загальні відомості
- Населення ради: 784 особи (станом на 2001 рік)

## Історія
Черкаська обласна рада рішенням від 7 серпня 2008 року в Уманському районі уточнила назву Черповодської сільради на Черповодівську.

## Населені пункти
Сільській раді підпорядковані населені пункти:
- с. Черповоди

## Склад ради
Рада складається з 12 депутатів та голови.
- Голова ради: Олійник Ігор Миколайович

### Депутати
За результатами місцевих виборів 2010 року депутатами ради стали:

#### За суб'єктами висування
| Суб'єкт висування | Кількість обраних депутатів | %  |
| ----------------- | --------------------------- | -- |
| Самовисування     | 9                           | 75 |
| Партія регіонів   | 3                           | 25 |

#### За округами
| № округу        | Прізвище, ім'я, по батькові     | Дата визнання обраним | Освіта             | Партійна приналежність | Відомості про обраного депутата                                |
| --------------- | ------------------------------- | --------------------- | ------------------ | ---------------------- | -------------------------------------------------------------- |
| Партія регіонів |                                 |                       |                    |                        |                                                                |
| 2               | Плащовата Любов Петрівна        | 31.10.2010            | середня спеціальна | член Партії регіонів   | СВК «Черповоди», гол. бухгалтер                                |
| 6               | Ільніцька Валентина Петрівна    | 11.08.2013            | вища               | член Партії регіонів   | Відділення зв'язку с. Черповоди, начальник                     |
| 11              | Деренюк Юрій Миколайович        | 31.10.2010            | вища               | член Партії регіонів   | СВК «Черповоди», голова СВК «Черповоди»                        |
| Самовисування   |                                 |                       |                    |                        |                                                                |
| 1               | Дідурик Василь Олексійович      | 31.10.2010            | середня            | позапартійний          | СВК «Черповоди», завгар                                        |
| 3               | Ільніцький Анатолій Миколайович | 31.10.2010            | вища               | позапартійний          | будинок культури, директор                                     |
| 4               | Медолиз Надія Петрівна          | 31.10.2010            | середня            | позапартійна           | СВК «Черповоди», бригад. дільнич. бригади                      |
| 5               | Ільніцька Надія Анатоліївна     | 31.10.2010            | вища               | позапартійна           | Черповодівський НВК, вчитель трудового навчання та інформатики |
| 7               | Хорохонько Станіслав Васильович | 31.10.2010            | середня            | позапартійний          | ФГ «Хорста», голова ФГ                                         |
| 8               | Рябокобилюк Віра Анатоліївна    | 31.10.2010            | середня            | позапартійна           | Черповодівська сільська рада, Уманського району, секретар      |
| 9               | Олійник Володимир Євсейович     | 31.10.2010            | середня            | позапартійний          | СВК «Черповоди», завгосп                                       |
| 10              | Кольба Володимир Олександрович  | 31.10.2010            | середня            | позапартійний          | приватний підприємець                                          |
| 12              | Середенко Юрій Миколайович      | 31.10.2010            | середня            | позапартійний          | СВК «Черповоди», зав. майсте-рнею                              |